# Савич, Алексей Николаевич
Алексе́й Никола́евич Са́вич (1810—1883) — русский астроном. Академик Императорской академии наук (с 1862 года). Тайный советник (1869).

## Биография
Родился 25 февраля (9 марта) 1810 года (или 1811) в селе Пушкаревка Сумского уезда Харьковской губернии в имении своего отца, майора в отставке Николая Ильича Савича — сумский уездный исправник (1807—1809) и предводителем дворянства Сумского уезда (1819).
Воспитывался в пансионе Харьковского университета и по настоянию отца поступил в 16-летнем возрасте на отделение нравственных и политических наук университета. Однако вскоре он перевёлся в Московский университет, на то же отделение. Почувствовав глубокий интерес к математике, перешёл на отделение физических и математических наук. В 1829 году кандидатом окончил Императорский Московский университет; в 1832 году сдал магистерские экзамены, а в 1833 году получил степень магистра астрономии за работу «О разных способах определять долготу и широту мест» (М.: Унив. тип., 1833. — 150 с., 1 л. ил.). В начале 1834 года был отправлен в Профессорский институт при Дерптском университете, где под руководством В. Я. Струве приобрёл обширные сведения в практической астрономии и опытность отличного наблюдателя.
В 1836—1838 годах участвовал (вместе с Е. Е. Саблером и Е. Н. Фуссом) в работах на Кавказе по нивелировке пространства (в 879 километров) между Каспийским и Чёрным морями, окончательно установившей тот факт, что Каспийское море более чем на 20 метров лежит ниже Чёрного. За активное участие в экспедиции А. Н. Савич был награждён орденом Св. Станислава 4-й степени. Эта работа дала ему материал для докторской диссертации под заглавием «Ueber die Höhe des Caspischen Meeres etc.» («О высоте Каспийского моря и главных вершин Кавказского хребта»), которую он защитил в Дерптском университете в 1839 году. На основе экспедиционных материалов он вывел формулу для вычисления коэффициента дифракции земной атмосферы, выразив её через метеорологические элементы. По возвращении из экспедиции работал в должности астронома-наблюдателя при Дерптской обсерватории.
В мае 1839 года, уже окончив Профессорский университет, он был назначен профессором астрономии Дерптского университета на вакантное место B. Я. Струве, переехавшего в Петербург в связи с открытием Пулковской обсерватории. Однако уже в конце года был переведён экстраординарным профессором в Санкт-Петербургский университет, на кафедру астрономии и высшей геодезии — читал курсы теоретической астрономии, практической астрономии и геодезии, сферической астрономии, общие начала астрономии, о приложении теории вероятностей к вычислению астрономических и геодезических наблюдений. Одновременно ведет практические занятия со студентами на Малой обсерватории Академии наук. Кроме этого, с 1841 года и до конца жизни А. Н. Савич читал лекции в Офицерских классах при Морском кадетском корпусе (позже Морской академии).
В 1845 году он был приглашён читать лекции по астрономии в Межевой институт в Москву. (ныне Московский институт инженеров геодезии, аэрофотосъемки и картографии). В 1847 году он был утверждён ординарным профессором Петербургского университета и профессором Главного педагогического института.
С 1854 года преподавал математику и астрономию в Академии Генерального штаба.
Летом 1860 года вместе с С. И. Сомовым и М. М. Стасюлевичем он был в заграничной командировке: в Германии, Франции и Англии знакомился с крупнейшими обсерваториями мира.
С 6 января 1859 года он состоял в чине действительного статского советника; с 8 февраля 1869 года — в чине тайного советника. Получил золотую медаль от редакции немецкого журнала «Astronomische Nachrichten» за работу «Обработка наблюдений над кометою 1585 года», выполненную совместно с Х. Петерсом. Состоял действительным членом Императорского Русского географического общества. В 1867 году был удостоен звания заслуженного профессора Санкт-Петербургского университета.
Умер 15 (27) августа 1883 года в своём имении Благодать Тульской губернии. Похоронен был в Санкт-Петербурге на Смоленском лютеранском кладбище. Надгробие не сохранилось.

## Библиография

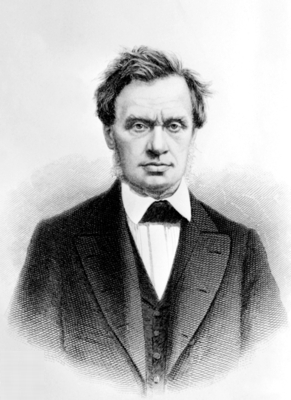
А. Н. Савич

## Семья
Был женат на Аделаиде Ермолаевне Ребиндер (4.12.1816 — 26.05.1875). Их дети:
- Наталья (23.11.1843—?), замужем с 30 сентября 1860 года за поручиком Семёном Николаевичем Воробьёвым; 6 декабря 1861 года у них родилась дочь Наталья[8]
- Николай (15.11.1845—?)
- Михаил (06.07.1852 — 29.08.1907); был женат на Марии Петровне Редкиной (28.07.1852 — 24.11.1910)[9].